# Chiesa di San Giovanni Nepomuceno (Pergine Valsugana)
La chiesa di San Giovanni Nepomuceno è la parrocchiale nella frazione di Serso a Pergine Valsugana. Risale al XVIII secolo.

## Storia
A Serso l'edificazione della parrocchiale venne ultimata nel 1743 e fu benedetta nell'ottobre di quell'anno.
Ottenne dignità curiaziale nel 1802, sussidiaria alla pieve di Pergine.
Nel 1858 venne ultimato un ampliamento dell'edificio e venne nuovamente benedetta.
La solenne consacrazione venne celebrata nel 1864 da Benedetto Riccabona de Reichenfels, vescovo di Trento e pochi anni dopo venne ristrutturata. Sembra probabile che la cappella dedicata alla Madonna che ampliò la navata della chiesa sia stata edificata in tale occasione.
Nuovi restauri vennero realizzati nei primi anni del XX secolo e, dopo il primo conflitto mondiale, nel 1920, venne elevata a dignità parrocchiale da Celestino Endrici, vescovo di Trento.
La torre campanaria venne ultimata nel 1935.
Dopo l'adeguamento liturgico il nuovo altare venne consacrato nel 1969 e quasi dieci anni più tardi si pose mano al rifacimento del tetto.
Un ultimo e recente ciclo di restauri è stato realizzato tra gli anni 2001 e 2006. In tale periodo è stata rifatta la pavimentazione con l'inserimento del riscaldamento e si è provveduto ad un'opera di risanamento della struttura.
Il parroco non risiede a Serso ma nella vicina frazione di Canezza.